# Salary Man Kintaro
Salary Man Kintaro (яп. サラリーマン金太郎, Sararīman Kintarō, укр. Службовець Кінтаро) — японська серія манґи, написана та проілюстрована Хіросі Мотомією. Серіал виходив у журналі манґи Weekly Young Jump видавництва Shueisha з 1994 по 2002 рік, а глави були зібрані у 30 томів. За ним послідували три частини: Salary Man Kintaro: Money Wars-hen (2005—2006), Shin Salaryman Kintaro (2009—2011), та Salary Man Kintaro: 50-sai (2015—2016).
Тираж манґи перевищив 35 мільйонів копій.

## Сюжет
Колишній ватажок байкерської банди Кінтаро Ядзіма, який залишив злочинне життя позаду, є відданим батьком свого сина Рюти і виконує адміністративну роботу з підрахунку витрат у будівельній компанії Yamato Construction. Однак, коли корумповані політики та місцеве угруповання якудза намагаються сфальсифікувати тендер на виконання громадських робіт, він змушений звернутися по допомогу до своєї колишньої байкерської банди, щоб врятувати компанію.

## Персонажі
Кінтаро Ядзіма (яп. 矢島金太郎, Yajima Kintarō)
Головний герой історії і колишній лідер банди босодзоку, згодом залишив банду і став простим рибалкою. Набагато пізніше, після смерті дружини, він врятував Моріносуке Ямато і просить того знайти йому роботу. Моріносуке Ямато влаштовує його працювати до себе в будівельну компанію, простим службовцем.
Місудзу Ядзіма (яп. 矢島美鈴, Yajima Misuzu)
Жінка з високого класу, яка колись мала роман з покійним політиком Сейсіро Курода (яп. 黒田征四郎, Kuroda Seishirou). Вона все ще має сильні політичні та фінансові зв'язки і згодом стає дружиною Кінтаро.
Рюта Ядзіма (яп. 矢島竜太, Yajima Ryuta)
Син Кінтаро та його покійної дружини Акемі.
Мімі Суенаґа (яп. 末永美々, Suenaga Mimi)
Донька Місудзу від її роману з Курода.
Акемі Ядзіма (яп. 矢島明美, Yajima Akemi)
Перша дружина Кінтаро. Вона була сліпою і померла, народжуючи Рюту.
Моріносуке Ямато (яп. 大和守之助, Yamato Morinosuke)
Один з багатьох людей, яких рятує Кінтаро. Голова компанії Yamato Construction. Він вірить у Кінтаро до кінця.

## Медіа

### Манґа
Salary Man Kintaro виходив у журналі манґи Weekly Young Jump видавництва Shueisha з 1994 по 2002 рік, а глави були зібрані у 30 томів, видані з 8 грудня 1994 року по 19 березня 2002 року.
У квітні 2005 року серіал почав публікацію як онлайн-комікс, а продовження під назвою Salary Man Kintaro: Money Wars-hen (яп. サラリーマン金太郎 マネーウォーズ編) виходило в журналі Weekly Young Jump 11 листопада 2005 року по 10 серпня 2006 року. Shueisha зібрали розділи в чотири томи, випущені з 19 квітня по 19 грудня 2006 року.
Третя частина під назвою Shin Salaryman Kintaro (яп. 新サラリーマン金太郎) розпочалася в Weekly Young Jump 15 січня 2009 року; додаткова серія під назвою Shin Salary Man Kintaro In no Particular Order (яп. 新サラリーマン金太郎 順不同) почалася 1 квітня 2010 року. Shueisha зібрали розділи в сім томів, випущених з 19 серпня 2009 року по 18 березня 2011 року.
Четверта частина під назвою Salary Man Kintaro: 50-sai (яп. サラリーマン金太郎 五十歳) публікувалася у Weekly Young Jump з 16 квітня 2015 року до 10 лютого 2016 року Shueisha зібрали розділи в чотири томи, випущені з 17 липня 2015 року по 19 квітня 2016 року.

### Живі адаптації

#### Фільм
Прем'єра ігрового фільму відбулася 13 листопада 1999 року.

#### Дорама
Адаптація у вигляді дорами була показана на TBS. Перший сезон з 11 серій транслювався з 10 січня по 21 березня 1999 року. Другий 12-серійний сезон транслювався з 9 квітня по 2 липня 2000 року. Третій сезон з 11 серій транслювався з 6 січня по 17 березня 2002 року. Четвертий 10-серійний сезон транслювався з 15 січня по 18 березня 2004 року.
Інший драматичний серіал транслювався на TV Asahi. Перший сезон з 10 серій транслювався з 10 жовтня по 12 грудня 2008 року. Другий 10-серійний сезон транслювався з 8 січня по 12 березня 2010 року.

### Аніме
20-серійний аніме-серіал, анімований JCF, транслювалася на BS-i з 18 лютого по 18 березня 2001 року.

## Сприйняття
Тираж манґи перевищив 35 мільйонів копій.